# 约翰·图尔特·伍德
约翰·图尔特·伍德（英語：John Turtle Wood，1821年2月13日—1890年3月25日）是一位英国建筑师、工程师和考古学家。

## 生平
伍德出生于伦敦的哈克尼区，是什罗普郡的约翰·伍德和妻子伊丽莎白·伍德（娘家姓图尔特）的儿子。他在弗利特伍德的罗萨尔学校接受教育，后来在剑桥和威尼斯在私人教师的指导下学习建筑学。 1853年至 1858年间，他在伦敦从事建筑工作。 1853年，他与表妹亨利埃塔·伊丽莎白·伍德结婚。
1858年，伍德接受委托为土耳其的士麦那和艾丁之间的铁路设计火车站。那时，他对以弗所的阿尔忒弥斯神庙产生了极大的兴趣，这座举世闻名的神庙在大约500年前就完全消失了。神庙之所以重要，是因为它在《新约》中曾被提及，当时塔尔苏斯的保罗的声音被暴民有关“伟大的是以弗所的戴安娜”的呼声压过了。（使徒行传19:34）
1863年，伍德放弃了自己的职位，并投身到考古发掘工作中去。大英博物馆授予给了他相关的许可证和一小笔费用津贴，以换取将来他在以弗所发现的文物的所有权。
1866年2月，在以弗所剧院附近进行挖掘时，伍德发现了一段希腊铭文，其中提到了各种金银小雕像。按照铭文所讲，这些小雕像定期从阿耳忒弥斯神庙通过马格尼西亚门运到以弗所剧院。伍德据此推断，在马格尼西亚门处，会发现一条通向神庙的路。1867年，他找到了这条路，并顺着路迹发现了神庙的围墙。随后伍德继续挖掘此处，并于1869年12月31日发现了埋在地下20英尺的神庙。
发现神庙时，阿耳忒弥斯神庙早已成为了一地废墟，但伍德仍努力复原了一些破碎的雕像和建筑碎片，并将他的成果送往大英博物馆。1874年，他的健康状况逐渐变差。在以弗所的这段时间，他得过热病，遭遇过土匪劫掠，经历过地震，也受过其他的伤。出自之外，冬寒夏暑也在折磨着他。在克服了一系列困难后，他回到伦敦，在余生中会在皇家学会做演讲，并出版了《以弗所的发现》。业余时间他画过一些油画，这些画作偶尔在皇家学院展出。
伍德被考古界盛赞为以弗所的发现者。1874年，他当选为英国皇家建筑师学会的会员，并于1875年当选为英国古物学会会员。英国政府每年授予他200英镑的养老金，以表彰他的杰出发现。
1890年3月25日，伍德在苏塞克斯沃辛马林百列66号的家中去世，享年69岁，他被埋葬在沃辛的基督教堂。